# 惠比壽啤酒

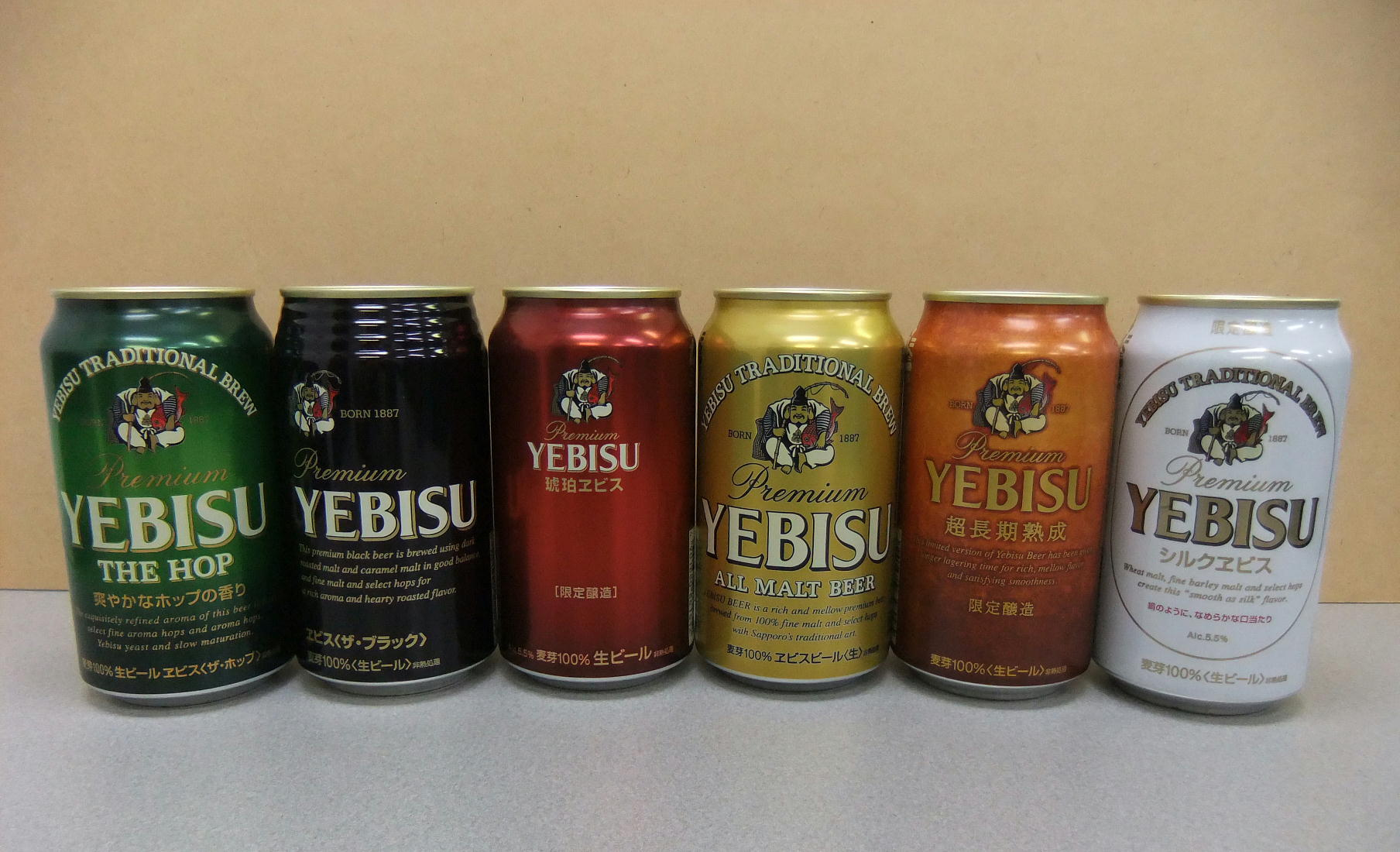
各類惠比壽啤酒

惠比壽啤酒（日语：ヱビスビール）是札幌啤酒生產銷售的麦芽100%啤酒的商標，屬於高檔啤酒。

## 概要
惠比壽啤酒是札幌啤酒的前身日本麦酒醸造會社邀請德國技師釀造的啤酒。1943年後，由於政府實施配給制，惠比壽啤酒一度消滅，但在1971年恢復生產銷售。雖然1980年代前期惠比壽啤酒銷量低迷，但在1988年後銷量開始回升。
惠比壽啤酒在開始生產之初，工廠位於東京府荏原郡三田村（現東京都目黑區）。工廠最初使用馬車搬運產品，但隨著銷量增加，1901年增設了工廠專用的貨運鐵路車站「惠比壽停留場」。1906年，又在貨運車站「惠比壽停留所」附近新設客運車站「惠比壽站」。澀谷區地名「惠比壽」即來自於惠比壽啤酒。JR東日本惠比壽站的發車音樂是惠比壽啤酒廣告主題曲黑獄亡魂的電影音樂。
惠比壽啤酒的包裝是一個抱著鯛魚的惠比壽及魚籠。有都市傳說稱有百分之一的罐裝惠比壽啤酒包裝上，自魚籠中有突出的鯛魚尾，被稱為幸運惠比壽。曾有電視節目詢問札幌啤酒公司是否確有其事，得到了札幌啤酒的肯定。2010年7月28日，札幌啤酒銷售了以幸運惠比壽為圖案的惠比壽啤酒。

## 外部連結
- ヱビスビール　YEBISU BEER的Facebook專頁
- ヱビスビール公式サイト（サッポロビール）